# Hinte
Hinte egy község Németországban, az Aurichi járásban. Lakosainak száma 7247 fő (2023. december 31.).

## Népessége
| Lakosok száma | 7092 | 7119 | 7117 | 7219 | 7272 | 7247 |
|               | 2016 | 2017 | 2019 | 2021 | 2022 | 2023 |